# Cyclothymie
 Mise en garde médicale
La cyclothymie est un trouble de l'humeur se situant dans le spectre de la bipolarité, au cours duquel les périodes euphoriques et les périodes dépressives et d'irritabilité se succèdent par cycles rapides. 

## Histoire
Le terme est utilisé bien avant 1863 (Gérard de Nerval est qualifié de cyclothymique en 1853 par le docteur Dubois), mais la pathologie est identifiée pour la première fois en 1863 par le psychiatre allemand Karl Ludwig Kahlbaum. En 1898, Ewald Hecker (en), son disciple, qualifie la cyclothymie de « maladie circulaire de la sensibilité émotive » (Gemütserkrankung) et Pierre Kahn, médecin à l'hôpital de la Pitié-Salpêtrière, évoque en 1909 « une sorte de maladie très atténuée, un travers : la frontière qui précède immédiatement le domaine pathologique ». La cyclothymie cesse d'être invoquée parmi les troubles diagnostiqués jusqu'à la fin des années 1970 lorsque Hagop S. Akiskal (en) réintroduit le concept aux États-Unis.

## Symptômes
La cyclothymie se caractérise par un état mental où se succèdent des périodes euphoriques et des périodes de baisse d'humeur sans qu'il s'agisse de véritables épisodes maniaques ou dépressifs. L'humeur du cyclothymique passe facilement de la tristesse à la gaieté, de la joie à la colère. Certains psychiatres ou psychologues comme Kay Redfield Jamison, Elie Hantouche (en collaboration avec Régis Blain),  ou au début du siècle dernier, Pierre Kahn, ont évoqué un lien entre la cyclothymie et la créativité. La cyclothymie est fréquemment accompagnée d'autres troubles, tels que des troubles alimentaires, des troubles anxieux, des addictions…

## Diagnostic
La cyclothymie est considérée comme un trouble de l'humeur (« affectif persistant » pour la CIM-10) selon les classifications officielles (DSM-IV et CIM-10) et celles du spectre bipolaire (Klerman, Akiskal), mais certains experts la considèrent plus comme un trouble de la personnalité (Axe II) différent de la bipolarité,. Pour la CIM-10, la cyclothymie (code F34.0) est définie comme une « instabilité persistante de l'humeur, comportant de nombreuses périodes de dépression ou d'exaltation légère (hypomanie), mais dont aucune n'est suffisamment sévère ou prolongée pour justifier un diagnostic de trouble affectif bipolaire (F31.-) ou de trouble dépressif récurrent (F33.-) ». Cette instabilité se ressent tant au niveau de l'énergie que des capacités motrices et intellectuelles. À la différence du trouble bipolaire 1 et du bipolaire 2, les variations de l'humeur ne sont pas suffisantes pour être qualifiées d'hypomanie ou d'épisode dépressif caractérisé : le cyclothymique ne connaît qu'une exaltation modérée, insuffisamment sévère pour être qualifiée d'hypomanie, et des épisodes dépressifs modérés qui ne peuvent être qualifiés d'épisodes dépressifs majeurs. Le trouble est établi si, pendant de nombreux mois, des périodes à symptômes hypomaniaques et des périodes à symptômes dépressifs alternent. La cyclothymie se complique rarement en trouble bipolaire 1 (alternance de manies, de dépressions sévères et d'intervalles libres) ou trouble bipolaire 2 (alternance d'hypomanies et de dépressions sévères).
Le diagnostic de la cyclothymie est souvent complexe (il faut en moyenne 10 ans pour être diagnostiqué). Les médecins généralistes ne sont souvent pas assez spécialisés pour diagnostiquer des troubles bipolaires ou cyclothymiques. Il est donc préférable de se tourner vers un psychiatre ou un psychologue. Néanmoins, les spécialistes ne s'accordent pas toujours sur la différence entre le trouble (pathologie) et le tempérament (normalité). Ainsi, il semble qu'il faille retenir la souffrance ressentie (et non supportable)  par le patient et les dysfonctionnements graves dans la vie sociale et affective de l'individu. La cyclothymie pourrait être sur-diagnostiquée (concept de « disease-mongering » développé par le psychiatre David Healy) ou ignorée car confondue avec des troubles de la personnalité ou des dépressions épisodiques. Le diagnostic est également compliqué à réaliser car les consultations (durant généralement 30 minutes environ) ne permettent pas d'observer directement des variations de l'humeur.
Les patients atteints du trouble cyclothymique consultent en général à la suite d'un épisode dépressif, ou à cause de variations de l'humeur trop invalidantes. Le diagnostic se déroule en plusieurs étapes. Premièrement, le spécialiste va chercher à identifier, avec le patient, des phases durant lesquelles son humeur était particulièrement haute. De plus, la cyclothymie se différencie de la bipolarité par une absence d'intervalles libres, ainsi que la présence de variations rapides de l'humeur, soit une fréquence accrue de cycles rapides. Le patient peut donc faire l'objet d'un suivi de l'humeur permettant d'affiner le diagnostic. La généalogie est également un facteur important : il n'est pas rare que les patients atteints d'un trouble cyclothymique aient, dans leur famille, des cas de bipolarité, de dépression, de troubles de l'humeur... Le diagnostic peut également se faire à l'aide de questionnaires portant sur les habitudes, le ressenti et le vécu des patients, mais ces questionnaires ne peuvent servir de diagnostics que s'ils sont analysés par des professionnels,.

## Prise en charge
La cyclothymie peut être prise en charge de différentes manières en fonction de la gravité du trouble : 
- psychothérapie cognitive et comportementale, psychothérapie familiale ou interpersonnelle, thérapie de groupe
- traitement médicamenteux accompagnant ou non la psychothérapie : thymorégulateurs, antipsychotiques ou lithium (Sels de lithium)

Le traitement médicamenteux, s'il existe, doit être supervisé et il faut tenir compte des effets sur « les « avantages » ou les qualités conférées au sujet « par » le trouble cyclothymique tels que la créativité ou l’originalité de son tempérament ».

## Dans la culture
- Goupil ou face, bande-dessinée de Lou Lubie, raconte sous une forme semi-documentaire et semi-autobiographique l'expérience de l'autrice, atteinte de cyclothymie.